# Biến thiên thế tục
Biến thiên thế tục hoặc biến thiên thế kỷ (tiếng Anh: Secular variation hoặc Secular trend) của một chuỗi thời gian (time series), tức một quá trình biến đổi theo thời gian, là biến thiên dài hạn không tuần hoàn của nó (xem phân tích thành phần chuỗi thời gian, Decomposition of time series).
Cho dù một cái gì đó được coi là biến thiên thế kỷ hay không, phụ thuộc vào khoảng thời gian khảo cứu quá trình. Biến thiên thế kỷ trong một khoảng thời gian một thế kỷ có thể là một phần của sự biến đổi theo chu kỳ trong một khoảng thời gian hàng triệu năm. Quá trình tự nhiên thường có cả hai biến thiên tuần hoàn và thế kỷ. Sự biến đổi thế kỷ đôi khi được gọi là xu thế thế tục (trend), hoặc sự trôi dạt thế tục (drift), khi cần nhấn mạnh vào một xu hướng dài hạn tuyến tính.
Thuật ngữ biến thiên thế tục được sử dụng ở nơi có áp dụng chuỗi thời gian, như trong kinh tế học , vận trù học (Operations research), nhân học sinh học, thiên văn học (đặc biệt là cơ học vũ trụ) như VSOP (hành tinh) ...

## Biến thiên thế kỷ địa từ
Biến thiên thế kỷ địa từ là sự thay đổi từ trường Trái Đất. Trường có các biến thiên theo thời gian từ mili giây đến hàng triệu năm, nhưng những thay đổi nhanh chóng chủ yếu đến từ dòng chảy trong tầng điện ly hoặc quyển từ .
biến thiên thế kỷ là sự thay đổi qua các khoảng thời gian một năm hoặc nhiều hơn, phản ánh những thay đổi trong lòng Trái Đất, chủ yếu ở lõi ngoài của nó. Các hiện tượng liên quan đến sự biến đổi thế tục này bao gồm giật địa từ (Geomagnetic jerk), sự di chuyển cực địa từ (Geomagnetic excursion) dẫn đến trôi hướng về phía tây và đảo cực địa từ.

## Nhân học sinh học
Trong nhân học sinh học một xu hướng thế tục đã được quan sát thấy ở tuổi khởi phát dậy thì (kinh nguyệt đầu tiên và bắt đầu phát triển vú) của các cô gái trên toàn thế giới bắt đầu khoảng 4 tháng sớm hơn qua mỗi thập kỷ. Điều này phần lớn được cho là do sự thay đổi dinh dưỡng ở trẻ em theo thời gian .